# West India Regiment

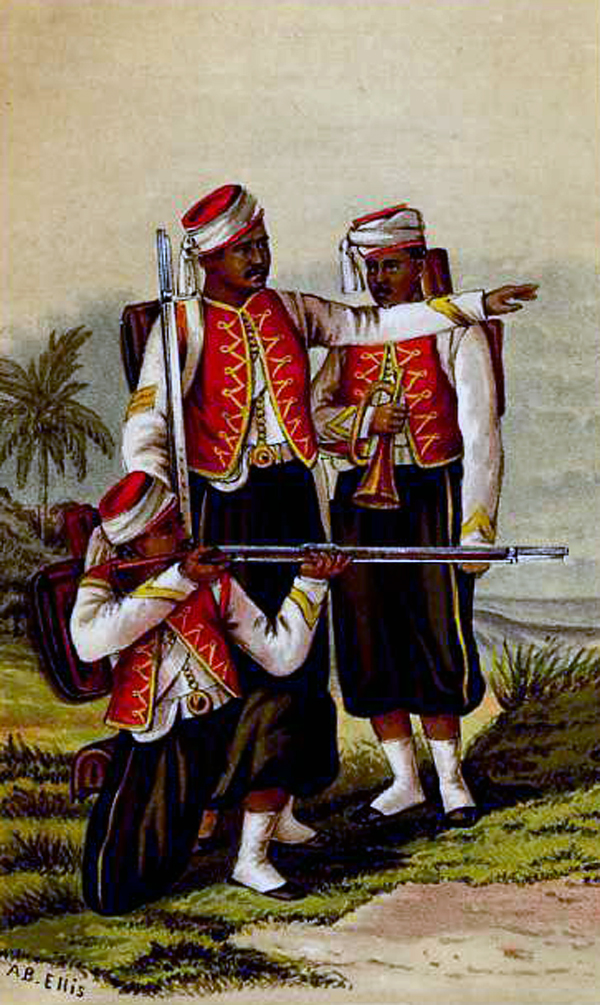
Einheiten der West India Regiments 1874

Die West India Regiments (WIR) waren Infanterieeinheiten der British Army, die zwischen 1795 und 1927 in den britischen Kolonien in der Karibik rekrutiert wurden und normalerweise auch dort stationiert waren.

## Geschichte
1795 wurden von den Briten im Zweiten Maroonkrieg in Jamaika und den anderen westindischen Inseln Siedler und auch schwarze Sklaven für die West India Regiments ausgehoben. 1807 wurden alle im Regiment dienenden schwarzen Sklaven durch einen Mutiny act des britischen Parlaments zu freien Männern erklärt. Die West India Regiments waren während des gesamten 19. Jahrhunderts im Einsatz, so 1807–1814 während der Napoleonischen Kriege und 1874–74 während der Aschanti-Kriege. Auch die Jamaica Constabulary Force wurde aus dem aufgelösten 3. Bataillon des West India Regiments gebildet. 1888 wurden die zwei damals existierenden West India Regiments zusammengelegt. Dieses Regiment war im Unterschied zu anderen Kolonialtruppen des British Empire integraler Bestandteil der regulären British Army und diente auch während des Ersten Weltkriegs zusammen mit dem 1915 aus Kriegsfreiwilligen gebildeten British West Indies Regiment in Westafrika und Ostafrika. 1927 wurde das West India Regiment vorerst aufgelöst.
Die westindischen Inseln mit Ausnahme der British Virgin Islands und der Bahamas vereinten sich am 3. Januar 1958 zur Westindischen Föderation. Sie belebten das West India Regiment neu. Die Föderation hatte allerdings nur bis zum 31. Mai 1962 Bestand. Die Einheiten des West India Regiment wurden anschließend zwischen Jamaika und Trinidad und Tobago aufgeteilt.